# Trevor Nunn
Sir Trevor Robert Nunn, CBE (Ipswich, 14 de gener de 1940) és un director de teatre, cinema i televisió anglès. Nunn ha estat el Director Artístic de la Royal Shakespeare Company, el Royal National Theatre i, actualment, el Theatre Royal, Haymarket. Ha dirigit musicals i drames per a l'escenari, així com òperes. Els seus musicals més coneguts són Cats (1981) i Les Misérables (1985). Al capítol drames hi ha Nicholas Nickleby i Macbeth. Ha estat nominat al Premi Tony a la Millor Direcció de Musical, el Premi Tony a la Millor Direcció d'una Obra, el Premi Laurence Olivier per Millor Director i el Premi Drama Desk a la Direcció de Musical Més Destacada, i va guayat el Tony (musical) per Les Misérables i l'Olivier per Summerfolk / The Merchant of Venice / Troilus and Cressida; and The Life and Adventures of Nicholas Nickleby.

## Biografia
Nunn va néixer a Ipswich, Anglaterra. Va estudiar al Northgate Grammar School d'Ipswich i a la Universitat Downing de Cambridge, on començà la seva carrera als escenaris. Guanyà un Director's Scholarship, i va ser director aprenent al Belgrade Theatre de Coventry in 1962.

### Carrera
El 1964 Nunn s'uní a la Royal Shakespeare Company, de la qual el 1968 va ser nomenat Director Artístic, càrrec que ocupà fins al 1986. El 1997 va ser nomenat Director Artístic del Royal National Theatre.
La seva primera muller, Janet Suzman, va aparèixer en diverses de les seves produccions, com la versió televisiva de 1974 d'Antony and Cleopatra. Nunn esdevingué una figura principal als cercles teatrals, i va ser responsable de diverses produccions, com la versió de la RSC de Nicholas Nickleby de Dickens, co-dirigida amb John Caird, i versió musical de l'obra de Shakespeare The Comedy of Errors el 1976.
Director de musicals amb gran èxit, al teatre privat, Nunn dirigí Cats (1981), que va ser el musical amb més funcions a la història de Broadway i la primera producció anglesa de Les Misérables el 1985, també amb John Caird, que s'està representant a Londres sense interrupció des de l'estrena. Nunn també dirigí el poc conegut musical de Webber-Rice Cricket al Castell de Windsor. A més de Cats i Les Misérables, Nunn també ha dirigit Starlight Express i Sunset Boulevard., My Fair Lady, South Pacific (al Royal National Theatre),The Woman In White,Othello and Acorn Antiques The Musical (2005),The Royal Hunt of the Sun, Rock 'n' Roll i Porgy and Bess el 2006 al Savoy Theatre (una versió alleugerida amb diàlegs en lloc de recitatius, a diferència de la primera producció de l'òpera feta per Nunn).
El 1976 dirigí la producció de la RSC de Macbeth, protagonitzada per Ian McKellen i Judi Dench com a Lady Macbeth. Nunn la realitzà no només amb el públic com a espectadors, sinó que els actors que en aquells moments no intervenien presenciaven l'acció asseguts en uns bancs de fusta al fons de l'escenari.
El 2004 dirigí l'obra de la seva esposa Imogen Stubbs, We Happy Few. Stubbs sovint treballà a les seves produccions, hi comprès la filmació de Twelfth Night (1996). Nunn dirigí una moderna producció de Hamlet el 2004, protagonitzada per Ben Whishaw i Imogen Stubbs com a Gertrude, escenificada al teatre del Old Vic de Londres.
El 2007 dirigí les produccions de la RSC de King Lear i de La gavina, que s'escenificaren a Stratford abans de la gira mundial (incloent la Brooklyn Academy of Music) i es representava finalment al New London Theatre des de novembre del 2007. Ambdues van ser protagonitzades per Ian McKellen, Romola Garai, Frances Barber, Sylvester McCoy i William Gaunt. La producció televisiva de King Lear va ser emesa el Boxing Day del 2008 amb McKellen al paper titular.
El 2008 tornà al de Coventry (el teatre on començà la seva carrera) per dirigir l'adaptació que va fer Imogen Stubbs sobre la pel·lícula d'Ingmar Bergman Secrets d'un matrimoni, protagonitzada per Iain Glen. La seva adaptació musical de Gone With The Wind s'estrenà al New London Theatre l'abril de 2008 i, després d'unes males crítiques, tancà el 14 de juny després de 79 funcions. Al desembre del 2008 dirigí un nova versió de A Little Night Music a la Menier Chocolate Factory, que passà al Garrick Theatre del West End el 2009. La producció s'estrena a Broadway,el novembre del 2009, amb Catherine Zeta-Jones com Desiree Armfeldt i Angela Lansbury com Madame Armfeldt. D'altres membres del repartiment original de Londres també vaan viatjar amb la producció, que tancà al gener del 2011 després de 425 funcions.
El 2010, Nunn dirigí un nova versió del musical d'Andrew Lloyd Webber Aspects of Love entre juliol i setembre del 2010 a la Menier Chocolate Factory i l'obra Birdsong, que s'estrenà al setembre del 2010 al Comedy Theatre, basada en la novel·la homònima de Sebastian Faulks.
Nunn debutà com a director artístic del Theatre Royal, Haymarket amb un revival de Flare Path, enmig del centenari del dramaturg Terrence Rattigan. La producció, protagonitzada per Sienna Miller, James Purefoy i Sheridan Smith, s'estrenà al març del 2011 i tancà al juny, i seguida per les produccions de Rosencrantz and Guildenstern Are Dead (juny/agost 2011) i The Tempest, protagonitzada per Ralph Fiennes (setembre/octubre 2011). La seva darrera producció al Haymarket, The Lion in Winter (novembre 2011 - gener 2012), és protagonitzada per Joanna Lumley i Robert Lindsay.

### Cinema i òpera
Nunn ha dirigit òpera al Glyndebourne Festival Opera. Adaptà la seva lloada producció de Gyndebourne de l'òpera de Gershwin Porgy and Bess per a la televisió el 1993, sent molt aplaudida.
Entre les seves incursions cinematogràfiques estan Lady Jane (1986), Hedda, una adaptació de Hedda Gabler i una versió cinematogràfica de Twelfth Night, de Shakespeare.

### Vida personal
Nunn ha estat casat en 3 ocasions. Amb la seva primera esposa, l'actriu Janet Suzman té un fill, Joshua; i dos més (Laurie i Amy) amb la seva segona esposa, Sharon Lee-Hill. El 1996 es casà amb l'actriu Imogen Stubbs, amb la que també va tenir dos fills (Ellie i Jesse). A l'abril del 2011 Stubbs i anuncià la seva separació. Trevor Nunn va ser fet cavaller el 2002.
Al 19998 Nunn va ser citat en una llista dels principals donants privats del Partit Laborista.

## Credits

### Broadway
Font: Internet Broadway Database Listing
- A Little Night Music - 13 de desembre de 2009 - 20 de juny de 2010, re-opened 13 de juliol de 2010
- Rock 'n' Roll - 4 de novembre de 2007 – 9 de març de 2008
- Les Misérables (revival) - 9 de novembre de 2006 – 6 de gener de 2008
- The Woman in White - 17 de novembre de 2005 – 19 de febrer de 2006
- Chess - 22 de setembre de 2003 (Benefit Concert)
- Vincent in Brixton (com a productor original) - 6 de març de 2003 – 4 de maig de 2003
- Oklahoma! - 21 de març de 2002 – 23 de febrer de 2003
- Noises Off (com a productor original) - 1 de novembre de 2001 – 1 de setembre de 2002
- Rose Written by Martin Sherman (com a productor original) - 12 d'abril de 2000 – 20 de maig de 2000
- Copenhagen (com a productor original) - 11 d'abril de 2000 – 21 de gener de 2001
- Amy's View (com a productor original) - 15 d'abril de 1999 – 18 de juliol de 1999
- Closer (com a productor original) - 25 de març de 1999 – 22 d'agost de 1999
- Not About Nightingales - 25 de febrer de 1999 – 13 de juny de 1999
- Arcadia - 30 de març de 1995 – 27 d'agost de 1995
- Sunset Boulevard - 17 de novembre de 1994 – 22 de març de 1997
- Aspects of Love - 8 d'abril de 1990 – 2 de març de 1991
- Chess - 28 d'abril de 1988 – 25 de juny de 1988
- Starlight Express - 15 de març de 1987 – 8 de gener de 1989
- Les Misérables - 12 de març de 1987 – 18 de maig de 2003
- The Life and Adventures of Nicholas Nickleby - 24 d'agost de 1986 – 12 d'octubre de 1986
- André DeShield's Harlem Nocturne (amb cançons de Trevor Nunn) - 18 de novembre de 1984 – 30 de desembre de 1984
- Cyrano de Bergerac (com a productor original) - 16 d'octubre de 1984 – 19 de gener de 1985
- Much Ado About Nothing (com a productor original) - 14 d'octubre de 1984 – 16 de gener de 1985
- All's Well that Ends Well - 13 d'abril de 1983 – 15 de maig de 1983
- Good (com a productor original) - 13 d'octubre de 1982 – 30 de gener de 1983
- Cats - 7 d'octubre de 1982 – 10 de setembre de 2000
- The Life and Adventures of Nicholas Nickleby - 4 d'octubre de 1981 – 3 de gener de 1982
- Piaf - 5 de febrer de 1981 – 28 de juny de 1981
- London Assurance (com a productor original) - 5 de desembre de 1974 – 12 de gener de 1975
- Sherlock Holmes (com a productor original) -12 de novembre de 1974 – 4 de gener de 1976
- Old Times (com a productor original) - 16 de novembre de 1971 – 26 de febrer de 1972
- A Midsummer Night's Dream (com a productor original) - 20 de gener de 1971 – 13 de març de 1971

### West End
Font: Shakespeare Birthplace Trust
- The Lion In Winter - 2011
- Flare Path - 2011
- Birdsong - 2010
- Aspects of Love - 2010
- A Little Night Music - 2009
- Inherit The Wind - 2009
- Gone with the Wind - 2008
- King Lear - 2007
- The Seagull - 2007
- Porgy and Bess - 2006
- Acorn Antiques: The Musical! - 2005
- The Woman in White - 2004
- Anything Goes - 2002
- South Pacific - 2001
- My Fair Lady - 2001
- Oklahoma! - 1998
- Sunset Boulevard -1993
- The Baker's Wife - 1989
- Aspects of Love - 1989
- Chess - 1986
- Les Misérables - 1985
- Starlight Express - 1984
- Cats - 1981

## Premis i nominacions
- 2002 Premi Tony a la Millor Direcció de Musical – Oklahoma! [nominat][40]
- 2002 Premi Drama Desk a la Direcció Més Destacada d'un Musical – Oklahoma! [nominat]
- 2002 Premi Laurence Olivier per la Fita Més Destacada[41]
- 2001 Premi Laurence Olivier per Millor Director - The Cherry Orchard [nominat]
- 2000 Premi Laurence Olivier per Millor Director- Summerfolk / The Merchant of Venice / Troilus and Cressida [guanyador]
- 1999 Premi Laurence Olivier per Millor Director - Oklahoma! [nominat]
- 1999 Premi Tony a la Millor Direcció d'una Obra – Not About Nightingales [nominat]
- 1999 Premi Drama Desk a la Direcció Més Destacada d'una Obra – Not About Nightingales [guanyador]
- 1995 Premi Tony a la Millor Direcció de Musical– Sunset Boulevard [nominat]
- 1995 Premi Laurence Olivier per Millor Director- The Merchant of Venice / Summerfolk [guanyador]
- 1995 Premi Drama Desk a la Direcció Més Destacada d'un Musical– Sunset Boulevard [nominat]
- 1994 Premi Laurence Olivier per Millor Director - Arcadia [nominat]
- 1990 Premi Tony a la Millor Direcció de Musical– Aspects of Love [nominat]
- 1987 Premi Tony a la Millor Direcció de Musical– Les Misérables [guanyador]
- 1989 Premi Laurence Olivier per Millor Director - Othello [nominat]
- 1987 Premi Tony a la Millor Direcció de Musical– Starlight Express [nominat]
- 1983 Premi Tony a la Millor Direcció de Musical– Cats [guanyador]
- 1983 Premi Tony a la Millor Direcció d'una Obra– All's Well that Ends Well [nominat]
- 1983 Premi Drama Desk a la Direcció Més Destacada d'una Obra– All's Well that Ends Well [guanyador]
- 1982 Premi Tony a la Millor Direcció d'una Obra– The Life and Adventures of Nicholas Nickleby [guanyador]
- 1981 Premi Laurence Olivier per Millor Director - Cats [nominat]
- 1980 Premi Laurence Olivier per Millor Director- The Life and Adventures of Nicholas Nickleby [guanyador]
- 1979 Premi Laurence Olivier per Millor Director - Once in a Lifetime [nominat]
- 1977 Premi Laurence Olivier per Millor Director - Macbeth [nominat]
- 1975 Premi Drama Desk per l'Experiència Teatral Única – London Assurance [guanyador][38][42]